# Der Kommandeur
Der Kommandeur (Originaltitel: Twelve O’Clock High) ist ein US-amerikanischer Kriegsfilm von Henry King aus dem Jahre 1949. Der Film hat die schwierige Auftaktphase der Tages-Bombereinsätze der 8th Air Force im Zweiten Weltkrieg zum Thema. Erzählt wird die fiktive Geschichte einer Bombergruppe auf dem Stützpunkt Archbury in England. Der Film wurde in Schwarz-Weiß gedreht.

## Handlung
1942 beginnen die Amerikaner mit strategischen Tagesangriffen ihrer Luftstreitkräfte gegen Ziele auf dem von Deutschland besetzten europäischen Festland. Die Einsätze der von Basen im Osten Englands operierenden Bomberverbände kosten die Amerikaner schwere Verluste. Wenig eingespielt im taktischen Zusammenwirken und ohne den Schutz von Begleitjägern, deren Reichweite zu dieser Zeit noch zu gering ist, machen den Fliegenden Festungen vor allem die Angriffe der deutschen Jagdmaschinen zu schaffen.

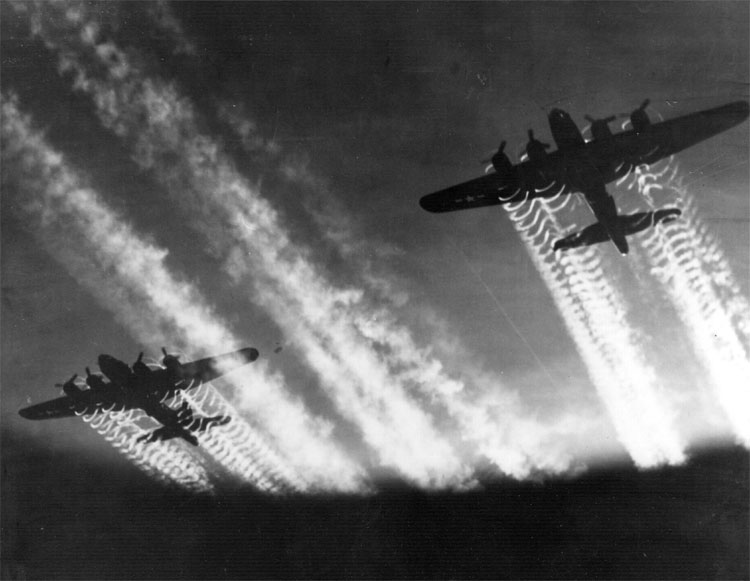
US-Bomber über Europa

Auch die 918th Bombardment Group – so erinnert sich Jahre später der ehemalige Gruppenadjutant, Major Stovall, als er das von Gras überwucherte Flugfeld besucht – ist von den zunehmenden Verlusten betroffen. Als die Einheit bei einem Einsatz fünf Flugzeuge mit 50 Männern verliert und der Kampfgeist der Gruppe zu zerbrechen droht, wird ihr Chef, der beliebte Colonel Davenport, vom Geschwaderkommandeur abgelöst. Man wirft ihm zu viel Mitgefühl für seine Männer und mangelndes Durchsetzungsvermögen vor, weil er sich bei Fehlern der Besatzungen zu verständnisvoll zeigt.
An seine Stelle tritt Brigadier General Savage, ein erfahrener Flieger, der allerdings zuletzt mit Schreibtischaufgaben betraut war. Er soll die Moral der Gruppe und ihre Kampffähigkeiten wiederherstellen. Er tut das auch mit ziemlich drastischen Mitteln, fordert eiserne Disziplin ein und verhängt drakonische Strafen. Er schließt sogar die Offiziersmesse, den Ort also, an dem die erschöpften Flieger Ablenkung und Erholung suchen. Besonders hart geht Savage mit dem Einsatzoffizier der Gruppe, Lieutenant Colonel Gately, Sohn eines angesehenen Generals, ins Gericht. Er hält ihn für einen Feigling und Drückeberger und degradiert ihn zum einfachen Piloten, um ihm dann die jeweils leistungsschwächsten Männer für seine Maschine zuzuteilen. Für die Einheit setzt Savage neben den Einsatzflügen ein hartes, kräftezehrendes Trainingsprogramm an.
Bei den Besatzungen staut sich mehr und mehr der Hass auf den mitleidlosen Schleifer Savage an. Die Piloten stellen gemeinsam ein Versetzungsgesuch, weil sie nicht mehr unter ihm dienen wollen. Savage droht zu scheitern. Nur mit Hilfe von Stovall, der Savage seine Erfahrungen in bürokratischen Dingen anbietet, gelingt es, die Weitergabe der Gesuche zu verzögern und so Zeit für die Trainingsflüge zu gewinnen.
Als das harte Vorgehen ihres Kommandeurs bei den nächsten Einsätzen schließlich Wirkung zeigt und die Verlustrate tatsächlich zurückgeht, fassen die Männer allmählich Vertrauen in den Menschen Savage und seine Methoden. Bei einem Besuch des Generalinspekteurs bei der 918th Bombardment Group, der den Gerüchten über zurückgehaltene Versetzungsgesuche auf den Grund gehen will, nehmen alle Piloten ihre Anträge geschlossen zurück.
Doch auch von Savage fordert der Krieg sein Opfer, als er vor dem wichtigsten Flug, der sich gegen die Kugellagerwerke in Schweinfurt richtet, einen Nervenzusammenbruch erleidet und seine Männer allein gegen den Feind ziehen lassen muss. Aber der als Drückeberger gescholtene Gately übernimmt die Kommandeursmaschine und führt den Verband zu einem erfolgreichen Einsatz über Deutschland. Fast alle Maschinen kehren trotz heftiger Abwehr durch FlaK und Jäger zum Stützpunkt zurück. Die eklatanten Verluste gehören der Vergangenheit an, Savage hat seine Aufgabe gemeistert.

## Hintergrund

### Drehorte
Die Aufnahmen entstanden auf der Eglin Air Force Base sowie im benachbarten Fort Walton Beach, Florida, USA, sowie dem Ozark Army Airfield, Ozark, Alabama, USA. Weitere Dreharbeiten fanden auf der Air Base der Royal Air Force RAF Barford St John, Oxfordshire, England, statt.

### Kinostarts
| USA              | 21. Dezember 1949 (Premiere), 26. Januar 1950      |
| Schweden         | 20. Februar 1950                                   |
| Finnland         | 11. August 1950                                    |
| Dänemark         | 30. September 1950                                 |
| West-Deutschland | 31. Januar 1958                                    |
| Österreich       | Juni 1958                                          |
| Tschechien       | 26. September 2003 (Prague Aviation Film Festival) |
| Griechenland     | 23. Oktober 2006 (DVD)                             |

### Sonstiges
Beirne Lay jr. und Sy Bartlett schrieben das Drehbuch anhand ihres Romans 12 O'Clock High. Dieser wiederum beruhte auf ihren Erfahrungen als Stabsoffiziere der 8th Air Force. Für fast alle im Film dargestellten Personen existierten reale Vorbilder. Lay flog zunächst als Co-Pilot mehrere Einsätze und erhielt später den Befehl über eine Bombergruppe in England. Er wurde jedoch 1944 über Frankreich abgeschossen und durfte nach seiner Rückkehr aufgrund seines Kontakts zur Resistance keine weiteren Einsätze mehr fliegen.
Der Originaltitel Twelve O’Clock High (übersetzt: 12 Uhr oben) bezieht sich auf die von deutschen Jagdfliegern beim Angriff auf Bomberverbände zumeist angewandte Taktik des Frontalangriffs aus überhöhter Position.
Bei den Filmaufnahmen der Luftkämpfe, welche im letzten Viertel des Films zu sehen sind, handelt es sich um Originalaufnahmen aus dem Zweiten Weltkrieg. Sie entstanden an Bord der Fliegenden Festungen oder stammen aus den Schießkameras deutscher und alliierter Jagdmaschinen.
Die spektakuläre Bruchlandung eines Bombers zu Beginn des Films ist kein Spezialeffekt. Hier wird eine echte B-17F Flying Fortress von dem Stuntpiloten Paul Mantz mit eingezogenem Fahrwerk gelandet. Er erhielt dafür mit 4.500 $ die bis in die 1970er Jahre höchste Gage für eine einzelne Stuntszene. 1965 starb Mantz bei den Dreharbeiten zu Der Flug des Phoenix bei einem ungewollten Absturz.
Der Film wird in einigen Bildungseinrichtungen der US-Streitkräfte als Lehrmaterial über Führungsstile verwendet.

## Auszeichnungen
Bei der Oscarverleihung 1950 erhielt der Film zwei Auszeichnungen sowie zwei weitere Nominierungen:
- Nominierung für den Besten Film
- Gregory Peck nominiert als Bester Hauptdarsteller
- Dean Jagger ausgezeichnet mit dem Oscar als Bester Nebendarsteller
- Roger Heman Sr. und W. D. Flick ausgezeichnet mit dem Oscar für den Besten Ton

Bei den New York Film Critics Circle Awards 1950 wurde Gregory Peck als Bester Schauspieler ausgezeichnet.
1998 wurde Twelve O’Clock High ins National Film Registry des amerikanischen National Film Preservation Board aufgenommen.

## Kritiken
Überlebende Besatzungsmitglieder der US-Bomberflotte haben den Film häufig als das einzige Werk Hollywoods bezeichnet, das ihr Leben während des Krieges akkurat wiedergibt.
Auch in den Online-Medien finden sich ausschließlich positive Einschätzungen:
- Aufrüttelnder Kriegsfilm, der unter die Haut geht.[3]
- Dramaturgisch geschickt aufgebaute, handwerklich solide Darstellung des Luftkriegs gegen Deutschland aus alliierter Sicht. Ein seriöser, fesselnder Kriegsfilm mit überzeugender Charakterzeichnung.[4]
- Der Film ist bestechend exakt gemacht. Das betrifft die nüchterne, unpathetische Regie (Henry King), die intensiv-realistische Photographie (Leon Shamroy) und auch die ausgezeichnete Darstellung (ganz besonders hervorzuheben: Dean Jagger mit trockenen Witz seines Schreibstubentaktikers). Was kann der Mensch in ungewöhnlicher Situation ertragen? Diese Problemstellung ist gewiß interessant. Aber letzten Endes heißt die entscheidende Frage heute nicht mehr: Wie kann man für seine Leute den Krieg einigermaßen erträglich gestalten? Die Kardinalfrage lautet nur noch: Wie kann man Kriege verhüten? Und eben darum ist dieser Film, bei aller handwerklichen Meisterschaft, ein total windschiefes Unternehmen.[5]